# William Pinkney
William Pinkney (ur. 17 marca 1764 w Annapolis, Maryland, zm. 25 lutego 1822 w Waszyngtonie) – amerykański polityk i dyplomata.
W młodości początkowo studiował nauki humanistyczne, później medycynę, jednak ostatecznie został prawnikiem i w 1786 roku został przyjęty do palestry. W 1788 roku był uczestnikiem stanowej konwencji w Maryland, podczas której ratyfikowano Konstytucję Stanów Zjednoczonych. W latach 1789–1792 zasiadał w stanowym parlamencie. W 1791 roku został wybrany do drugiej kadencji Kongresu Stanów Zjednoczonych jako przedstawiciel trzeciego okręgu wyborczego w stanie Maryland do Izby Reprezentantów Stanów Zjednoczonych. Zasiadał tam od 4 marca 1791 roku do listopada tego samego roku, gdy ustąpił.
W latach 1796–1804 z nominacji prezydenta George’a Washingtona został jednym z komisarzy amerykańskich w Londynie powołanych na mocy traktatu Jaya. W 1805 roku powrócił do Stanów Zjednoczonych aby zostać prokuratorem generalnym stanu Maryland. W latach 1806–1811 powrócił na placówkę dyplomatyczną w Wielkiej Brytanii, gdzie w latach 1806 i 1807 dzielił funkcję ambasadora z Jamesem Monroe.
W 1811 roku ponownie powrócił do Stanów Zjednoczonych i objął stanowisko prokuratora generalnego Stanów Zjednoczonych w gabinecie Jamesa Madisona. Stanowisko to piastował w latach 1811–1814. W tym czasie, podczas wojny brytyjsko-amerykańskiej walczył w wojsku i został ranny podczas bitwy pod Bladensburgiem w sierpniu 1814 roku.
W 1814 roku powrócił do Izby Reprezentantów Stanów Zjednoczonych tym razem jako przedstawiciel piątego okręgu wyborczego w stanie Maryland. Rok później ustąpił z tej funkcji, aby objąć posadę dyplomatyczną w Rosji. W latach 1816–1818 został wysłany z misją specjalną do Neapolu.
Swoją karierą polityczną zakończył w Senacie Stanów Zjednoczonych, do którego został wybrany w 1819 roku na miejsce zwolnione po śmierci Alexandera Contee Hansona. Funkcję tę piastował aż do śmierci w Waszyngtonie 25 lutego 1822 roku.